# Euphorbia seibanica
Euphorbia seibanica är en törelväxtart som beskrevs av John Jacob Lavranos och Gifri. Euphorbia seibanica ingår i släktet törlar, och familjen törelväxter. Inga underarter finns listade i Catalogue of Life.